# NGC 686
NGC 686 је елиптична галаксија у сазвежђу Пећ која се налази на NGC листи објеката дубоког неба.
Деклинација објекта је - 23° 47' 53" а ректасцензија 1h 48m 56,0s. Привидна величина (магнитуда) објекта NGC 686 износи 12,4 а фотографска магнитуда 13,4. NGC 686 је још познат и под ознакама ESO 477-6, MCG -4-5-8, PGC 6655.